# Katedra Świętego Piotra w Bolonii
Katedra Świętego Piotra w Bolonii (wł.: Chiesa Cattedrale Metropolitana di San Pietro) – kościół rzymskokatolicki w Bolonii (Emilia-Romania, Włochy) poświęcony Świętemu Piotrowi Apostołowi. Katedra zlokalizowana jest w centrum miasta, przy ulicy Via dell' Independenza. Świątynia jest siedzibą archidiecezji Bolonia.

## Historia
Na miejscu obecnej świątyni już w roku 1028 znajdowała się katedra z towarzyszącą kampanilą w stylu przedromańskim, jednak została ona zniszczona w pożarze w roku 1141. Odbudowana katedra została poświęcona w roku 1184 przez papieża Lucjusza III.

## Wnętrze
Obecne wnętrze jest zdominowane przez barok. Katedrę zdobią liczne dzieła sztuki, a wśród nich:
- obraz Zwiastowanie Pańskie autorstwa Ludovico Carracciego
- rzeźba w drewnie cedrowym Ukrzyżowanie Alfonso Lombardiego[1] w stylu romańskim
- freski Cesare Mauro Trebbiego w apsydzie